# أيدان ويلسون
أيدان ويلسون (بالإنجليزية: Aidan Wilson)‏ (2 يناير 1999 في المملكة المتحدة - ) هو لاعب كرة قدم بريطاني في مركز الدفاع.

## وصلات خارجية
- أيدان ويلسون على موقع الاتحاد الأوربي (الإنجليزية)
- أيدان ويلسون على موقع الاتحاد الإسكتلندي (الإنجليزية)
- أيدان ويلسون على موقع قاعدة بيانات كرة القدم.إي يو (الإنجليزية)
- أيدان ويلسون على موقع Soccerbase.com (لاعب) (الإنجليزية)
- أيدان ويلسون على موقع Soccerway.com (الإنجليزية)
- أيدان ويلسون على موقع عالم كرة القدم.نت (الإنجليزية)